# Блэйд (телесериал)
«Блэйд: Сериал» (англ. Blade: The Series) — американский супергеройский телесериал, основанный на комиксах издательства Marvel Comics и относящийся к той же вымышленной вселенной, что и фильмы о персонаже. Премьера состоялась на канале Spike 28 июня 2006. Вместо Уэсли Снайпса главного героя играл рэпер Кирк «Sticky Fingaz» Джонс. Вместе с ним также играли Джилл Вагнер в роли Кристы Старр, Нил Джексон в роли главного злодея-вампира Маркуса ван Скайвера, Джессика Гоуэр в роли его помощницы Чейз, и Нелсон Ли в роли Шена — азиатского помощника Блэйда. В России сериал шёл по телеканалу «НТВ», но не вызвал большой популярности, так как шёл в пять утра, а также на канале ТВ3.
Он получил неоднозначные отзывы: критики хвалили боевые сцены, но критиковали большое количество клише, а также отсутствие Уэсли Снайпса в главной роли.

## Сюжет
Первая серия начинается на российском складе. Блэйд преследует армейского офицера-вампира. Догнав, герой узнаёт, что главная организация вампиров находится в Детройте и, убив вампира, летит туда. Криста Старр возвращается домой в Детройт со службы в Ираке для того, чтобы узнать что её брат-близнец Зак погиб при странных обстоятельствах. Она начинает самостоятельное расследование, так как полиция отказывается помочь, и узнаёт, что Зак был «послушником» — человеком с почти рабским статусом, согласным исполнять приказы вампиров в надежде самому получить бессмертие. Поиск Кристы в конце концов приводит её к встрече с Блэйдом, а также и с самим убийцей — Маркусом Ван Скайвером. Маркус — сильный вампир и высокопоставленный член одного из великих Домов вампиров — К'тон. Маркусу нравится Криста, и он обращает её в вампиршу, вколов шприцем ей в шею свою кровь. Блэйд даёт ей сыворотку от жажды, которая помогает ему самому бороться со своими инстинктами вампира. Он предлагает ей шанс отомстить Ван Скайверу за смерть брата и уничтожить Дом Хтона. Криста соглашается, они становятся партнёрами.
Последующие серии описывают попытки Кристы вести двойную жизнь в Доме К’тона, всё время борясь со своей растущей хищной природой. Серии также описывают попытки (неискренние) Маркуса разработать «вакцину», чтобы сделать вампиров неуязвимыми для солнечного света, серебра, чеснока, и т. п. Но во второй половине сезона оказывается, что Маркус пытался создать вирус для уничтожения «чистокровных» вампиров, и только их, чтобы освободить власть для «обращёных» (тех, кто родился человеком). В конце сезона, Блэйд помогает ему убить чистокровных правителей Дома, но Маркус наконец узнаёт, что Криста — двойной агент.

## Время в сериале
Сюжет сериала происходит после фильма «Блэйд: Троица», отдельные моменты которого упоминаются в пилотной серии. Хотя в третьем фильме Блэйд активировал «Дневную Звезду» (биологическое оружие для уничтожения вампиров), его степень воздействия оказалась далеко не такой масштабной, и осталось ещё много вампирских кланов (во второй серии Маркус упоминает целых 12).

## Список серий
| Пилотная серия (Часть первая) (англ. Pilot) | 28 июня 2006     | 01.01(1) |
| Полувампир Блэйд приезжает в Детройт, чтобы расследовать работу вампиров под руководством Маркуса ван Скайвера. Криста Старр, стремясь отомстить за смерть брата, становится вампиршей после того, как ван Скайвер делает ей инъекцию своей крови.                                           |                  |          |
| «Смерть продолжается» (англ. Death Goes On) | 5 июля 2006      | 01.02    |
| Блэйд узнаёт о группе людей, которые охотятся на вампиров и делают наркотик Пепел из их останков. Тем временем Маркус приказывает Фрицу лететь в Прагу, чтобы демонстрировать эффективность проекта «Аврора». Бывший полицейский, а теперь вампир, Бун сбегает и начинает нападать на людей. |                  |          |
| «Спуск» (англ. Descent) | 12 июля 2006     | 1.03     |
| Блэйд' обнаруживает результаты опыта, который Дом К’тона проводит над другими вампирами. Чейз уговаривает Кристу пойти на «охоту». Агент ФБР Коллинс расследует убийства, совершённые Буном, и находит зуб вампира.                                                                          |                  |          |
| «Кровные Узы» (англ. Bloodlines) | 19 июля 2006     | 01.04    |
| Блэйда похищает его старая банда, которых он ненароком сделал вампирами. Маркус приказывает Чейз отвести Кристу в Дом Лайкена, где она должна будет пройти опасный ритуал, чтобы найти Буна. Агент Коллинс обнаруживает связь между Буном и Кристой.                                         |                  |          |
| «Зло внутри» (англ. The Evil Within') | 26 июля 2006     | 01.05    |
| Блэйд разыскивает женщину, связанную с «Домом К’тона» и опытом ван Скайвера. Чейз и Криста преследуют Буна, который пытается предать Дом К’тона другому Дому. |                  |          |
| «Доставка» (англ. Delivery) | 2 августа 2006   | 01.06    |
| Блэйд преследует Ванессу в Берлин, чтобы узнать, зачем она нужна вампирам. Маркус посылает Кристу остановить его. Тем временем Криста узнаёт, что её мать умирает. |                  |          |
| «Жертва» (англ. Sacrifice) | 9 августа 2006   | 01.07    |
| Блэйд начинает расследование после того, как знакомые его детства начинают погибать. Он нехотя вспоминает своё прошлое и встречу с Уистлером. Криста решает сделать свою мать вампиршей. |                  |          |
| «Поворот винта» (англ. Turn of the Screw) | 16 августа 2006  | 01.08    |
| Чейз возобновляет связи со старым знакомым, чем вызывает гнев Маркуса. Криста и Блэйд преследуют сбежавшую мать Кристы, которая жаждет крови. Агент Коллинс узнаёт, что мир многим отличается от того, что он знал.                                                                          |                  |          |
| «Ангелы и демоны» (англ. Angels and Demons) | 23 августа 2006  | 01.09    |
| Маркус раскрывает правду о своём прошлом Кристе. Блэйд и Шен пытаются тайком пробраться в логово вампиров. |                  |          |
| «Охотники» (англ. Hunters) | 30 августа 2006  | 01.10    |
| Шен убеждает Блэйда помочь ему разыскать древнего вампира, который похитил его знакомую. Тем временем Криста сидит запертая в клетке, борясь с «жаждой». |                  |          |
| «Чудовища» (англ. Monsters) | 6 сентября 2006  | 01.11    |
| Маркус взрывает самолёт чистокровной вампирши его Дома, которая близка к разоблачению его планов. Агент Коллинс наконец-то узнаёт всю правду и предлагает Блэйду свою помощь в обнаружении выжившей чистокровной.                                                                            |                  |          |
| «Тайный совет» (англ. Conclave) | 13 сентября 2006 | 01.12    |
| Чистокровные владыки Дома К’тона собираются в Канаде, где Маркус собирается представлять вакцину для вампиров, чтобы сделать их такими же, как Блэйд. Маркус также узнаёт местоположение логова Блэйда и посылает туда ударный отряд.                                                        |                  |          |

## Критика
Сериал получил смешанные и положительные отзывы критиков. Хотя на телевидении он рассматривался как амбициозный проект по созданию более драматичного повествования в комиксах, некоторые считали, что оно не совсем соответствует своему потенциалу. Критики в целом хвалили сериал за мрачный тон и последовательность действий, но некоторые критиковали его за темп и развитие персонажей.
Несмотря на это, «Блэйд» привлек изрядное количество зрителей кабельного сериала, особенно его премьерный эпизод, получивший высокие оценки. Однако всего через один сезон из 13 серий шоу было отменено.
На Rotten Tomatoes сериал имел рейтинг одобрения 50% на основе отзывов 18 критиков. Сайт пришел к единому мнению: «Блэйд: Сериал делает упор на жестокость и техно-музыку, а не на драматическое развитие, что делает проект безвкусным боевиком». На Metacritic сериал получил оценку 49% на основе отзывов 15 критиков, что указывает на «смешанные или средние отзывы».

## Отменённое продолжение
29 сентября 2006 канал «Spike TV» объявил, что они не будут покупать второй сезон из-за плохих рейтингов первого.